# Вершини (Калінінградська область)
Верши́ни (рос. Вершины) — селище Правдинського району, Калінінградської області Росії. Входить до складу Мозирського сільського поселення.
Населення —  60 осіб (2015 рік). 

## Населення
| 2002 | 2010 |
| ---- | ---- |
| 81   | ↘60  |